# Steven Gardiner
Steven Gardiner (Moore's Island, 12 september 1995) is een Bahamaans sprinter. Hij nam tweemaal deel aan de Olympische Spelen en werd hierbij één keer olympisch kampioen en behaalde één bronzen medaille. Op de wereldkampioenschappen veroverde hij in 2017 de zilveren en in 2019 de gouden medaille.

## Biografie

### Jeugd
Gardiner speelde in zijn jeugd aanvankelijk volleybal, maar deed daarnaast ook aan hardlopen. Toen hij tijdens zijn highschool-periode wilde overstappen op de korte sprintnummers, raadde zijn coach op de highschool hem dit af vanwege zijn lengte. Vervolgens richtte hij zich op de 400 m.
Als zeventienjarige nam Gardiner in 2013 voor het eerst deel aan de Bahamaanse kampioenschappen. In 2014 kwam hij op de CARIFTA Games - een jaarlijks terugkerend, meerdaags atletiekevenement dat sinds 1972 wordt georganiseerd door de Caribbean Free Trade Association - op drie onderdelen uit: op de 200 m eindigde hij als vierde, maar op de 4 x 100 m estafette veroverde hij zilver en op de 4 x 400 m estafette brons. Op de Bahamaanse jeugdkampioenschappen werd hij dat jaar kampioen op de 400 m, waarna hij bij de wereldkampioenschappen voor junioren op de 200 m in de halve finale strandde, maar op de 4 x 400 m samen met zijn ploeggenoten op de zesde plaats eindigde.  

### Brons op OS 2016
In 2015 behaalde Gardiner samen met Ramon Miller, Michael Mathieu en Chris Brown de zilveren medaille tijdens de 4 x 400 m estafette op de IAAF World Relays.
Op de Olympische Spelen in Rio de Janeiro nam hij deel aan de 400 m. Hij kon zich kwalificeren voor de halve finale, waarin hij als vijfde eindigde, onvoldoende om door te dringen tot de finale. Samen met Alonzo Russell, Michael Mathieu en Chris Brown veroverde Gardiner vervolgens de bronzen medaille op de 4 x 400 mannen. 

### Zilver op WK 2017
Op de IAAF World Relays van 2017 behaalde Gardiner samen met Shaunae Miller, Anthonique Strachan en Michael Mathieu de overwinning op de 4 x 400 m voor gemengde teams, een nieuw onderdeel in het wedstrijdprogramma.
Later dat jaar was hij tijdens de wereldkampioenschappen in Londen op de 400 m van alle concurrenten nog het beste in staat om in het spoor te blijven van de onaantastbare olympische kampioen Wayde van Niekerk, die in de finale de afstand als enige binnen de 44 seconden, 43,98 s, wist af te leggen. Gardiner veroverde de zilveren medaille op bijna een halve seconde achterstand op de Zuid-Afrikaan in 44,41.

### Wereldkampioen en individueel Olympisch goud
In 2019 zette Gardiner een eerste kroon op zijn carrière door op de WK in Doha kampioen op de 400 m te worden in 43,48, niet alleen een nationaal record, maar ook de op vijf na snelste tijd die ooit op deze afstand werd gelopen. In 2021 nam Gardiner deel aan de uitgestelde Olympische Spelen van 2020 in Tokio. Op de 400 m werd hij voor de eerste keer olympisch kampioen. In de finale was hij in een tijd van 43,85 te snel voor Anthony Zambrano en Kirani James. 

## Titels
- Olympisch kampioen 400 m - 2020
- Wereldkampioen 400 m - 2019
- Bahamaans kampioen 400 m - 2015, 2016, 2017, 2019, 2021
- Bahamaans kampioen 4 x 400 m - 2021
- World Relays kampioen 4 x 400 m gemengde teams - 2017

## Persoonlijke records
Outdoor
| Afstand | Prestatie               | Datum            | Plaats       |
| ------- | ----------------------- | ---------------- | ------------ |
| 100 m   | 10,35 s (+0,3 m/s)      | 22 augustus 2020 | Marietta     |
| 200 m   | 19,75 s (+0,3 m/s) (NR) | 7 april 2018     | Coral Gables |
| 300 m   | 31,83 s (NR)            | 5 juli 2020      | Alachua      |
| 400 m   | 43,48 s (NR)            | 4 oktober 2019   | Doha         |

Indoor
| Afstand | Prestatie    | Datum           | Plaats         |
| ------- | ------------ | --------------- | -------------- |
| 200 m   | 20,71 s      | 6 februari 2021 | Virginia Beach |
| 300 m   | 31,56 s (NR) | 28 januari 2022 | Columbia       |
| 400 m   | 49,63 s      | 17 januari 2015 | Birmingham     |

## Palmares

### 200 m
- 2014: 4e CARIFTA Games – 20,87 s (+1,3 m/s)
- 2014: 12e in ½ fin. WK U20 – 20,89 s (1,8 m/s)

Diamond League-podiumplaatsen
- 2021:  Athletissima - 20,11 s

### 400 m
- 2015:  Bahamaanse kamp. - 44,27 s
- 2015: 7e in ½ fin. WK - 44,98 s
- 2016:  Bahamaanse kamp. - 44,46 s
- 2016: 5e in ½ fin. OS - 44,72 s
- 2017:  Bahamaanse kamp. - 44,66 s
- 2017:  WK - 44,41 s
- 2019:  Bahamaanse kamp. - 44,90 s
- 2019:  WK - 43,48 s
- 2021:  OS - 43,85 s

Diamond League-podiumplaatsen
- 2015:  Bislett Games - 44,64 s
- 2016:  Athletissima - 44,75 s
- 2017:  Qatar Athletic Super Grand Prix - 44,60 s
- 2017:  Stockholm Bauhaus Athletics - 44,58 s
- 2018:  Qatar Athletic Super Grand Prix - 43,87 s
- 2018:  Shanghai Golden Grand Prix - 43,99 s
- 2019:  Herculis - 44,51 s

### 4 x 100 m
- 2014:  CARIFTA Games - 40,35 s

### 4 x 400 m
- 2014:  CARIFTA Games – 3.11,32
- 2014: 6e WK U20 – 3.08,08
- 2015:  IAAF World Relays - 2.58,91
- 2015: DSQ in de reeksen WK
- 2016:  OS - 2.58,49
- 2017: 3e in de reeksen IAAF World Relays - 3.05,37

### 4 x 400 m gemengd
- 2017:  IAAF World Relays - 3.14,42

1896: Thomas Burke ·
1900: Maxey Long ·
1904: Harry Hillman ·
1908: Wyndham Halswelle ·
1912: Charles Reidpath ·
1920: Bevil Rudd ·
1924: Eric Liddell ·
1928: Ray Barbuti ·
1932: Bill Carr ·
1936: Archie Williams ·
1948: Arthur Wint ·
1952: George Rhoden ·
1956: Charlie Jenkins ·
1960: Otis Davis ·
1964: Mike Larrabee ·
1968: Lee Evans ·
1972: Vince Matthews ·
1976: Alberto Juantorena ·
1980: Viktor Markin ·
1984: Alonzo Babers ·
1988: Steve Lewis ·
1992: Quincy Watts ·
1996: Michael Johnson ·
2000: Michael Johnson ·
2004: Jeremy Wariner ·
2008: LaShawn Merritt ·
2012: Kirani James · 
2016: Wayde van Niekerk · 
2020: Steven Gardiner · 
2024: Quincy Hall
1983 Bert Cameron ·
1987 Thomas Schönlebe ·
1991 Antonio Pettigrew ·
1993 Michael Johnson ·
1995 Michael Johnson ·
1997 Michael Johnson ·
1999 Michael Johnson ·
2001 Avard Moncur ·
2003 Jerome Young ·
2005 Jeremy Wariner ·
2007 Jeremy Wariner ·
2009 LaShawn Merritt ·
2011 Kirani James ·
2013 LaShawn Merritt ·
2015 Wayde van Niekerk ·
2017 Wayde van Niekerk ·
2019 Steven Gardiner ·
2022 Michael Norman ·
2023 Antonio Watson